# Allophatnus zonatus
Allophatnus zonatus là một loài tò vò trong họ Ichneumonidae.